# Сапоги для танцев
Сапоги́ для та́нцев (англ. Go-Go boots) были созданы в 1960-х с таким замыслом, что надевать их будут во время танцев (главным образом, для исполнения танца гоу-гоу, а также для танцев на дискотеке). Считается, что термин восходит к Андре Курра́жу, который создал белые сапожки на низком каблуке, которые лишь слегка закрывали лодыжку.
Термин «Go-Go boots» часто используется для обозначения всех разновидностей женских сапог, доходящих до колена. Иногда такие сапоги называют «fuck-me boots» или проще «FMBs», причём не всегда с пренебрежительным значением. Термин закрепился на протяжении 1980-х. Такой тип сапог можно носить с мини-юбкой или платьем, а также с шортами или брюками, которые можно в сапоги заправить, если они обтягивающие, или носить поверх, если они имеют разрез для сапог.
Со второй половины 1960-х годов и до нашего времени сапоги гоу-гоу, как полагают, являются одной из форм женского самоутверждения, а также одним из символов сексуальности (признаком сексуальности является ношение таких сапог, надетых на голые ноги (на босу ногу, на носки, на гольфы), в сочетании с мини-юбкой, мини-платьем, или короткими шортами).